# 陳之龍 (萬曆進士)
陳之龍，字士燮，号渤海，浙江寧波府鄞縣人，明朝政治人物。

## 生平
十月十七日生，治易经。萬曆十六年（1588年）戊子科浙江鄉試第四十四名舉人，二十三年（1595年）乙未科二甲第十四名進士。都察院觀政，選庶吉士，二十五年八月授翰林院编修，二十六年丁母憂，服闋，復除原职，二十八年七月编纂六曹章奏。三十一年七月与工部员外郎李之藻主考福建鄉試，三十四年十二月升右中允兼编修，次年以沈一贯亲属，被御史宋焘弹劾，回籍听覆。

## 家族
曾祖陈烜，都司斷事。祖陈坊，庐江知縣。父陈璠，庠生。母傅氏。慈侍下。兄陳之元、陳之京（甲午舉人）。娶邵氏，继娶陸氏。子久成、久盛、久龄。